# Nagysalló
Nagysalló (szlovákul Tekovské Lužany, korábban Tekovské Šarluhy) község Szlovákiában, a Nyitrai kerület Lévai járásában.

## Fekvése
Lévától 25 km-re délnyugatra fekszik. Hölvény és Kissalló tartozik hozzá.

## Élővilága

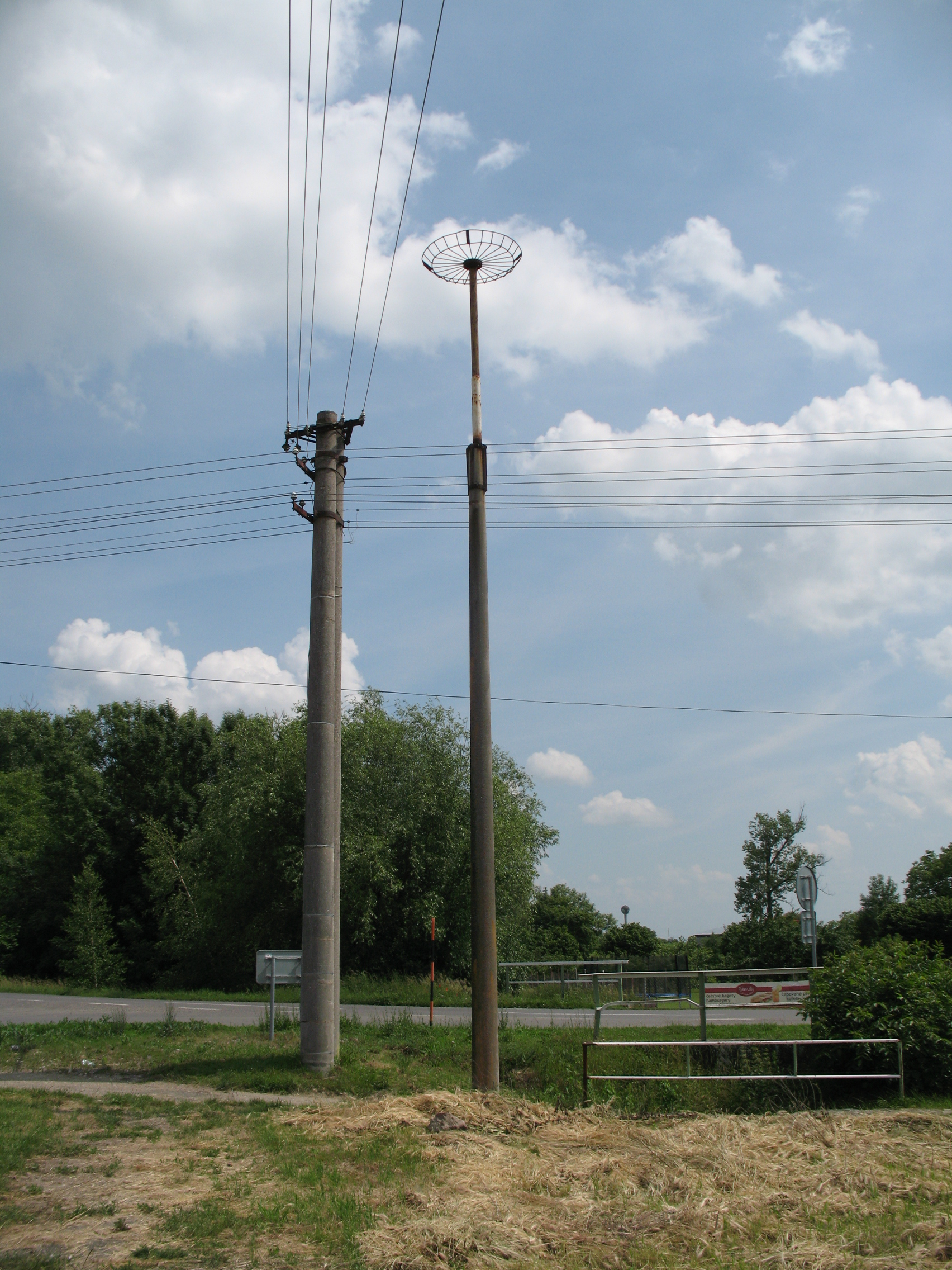
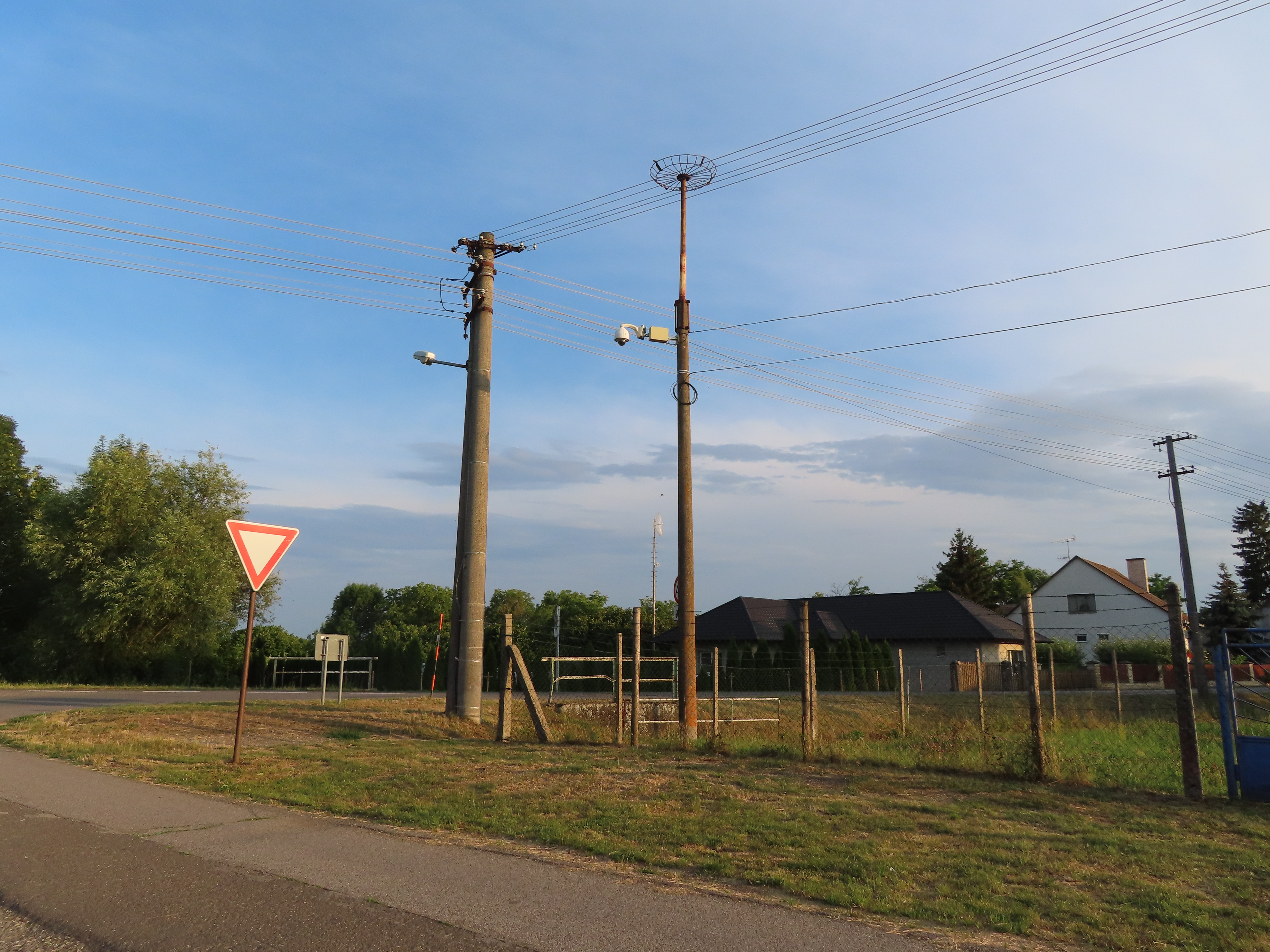
2023

Nagysallóban van gólyafészekalátét, de régóta nincs adat fészkelésről.

## Nevének eredete
Neve a magyar sarló főnévből származik, de lehet, hogy közvetlenül a szóból eredő személynévből keletkezett.

## Története

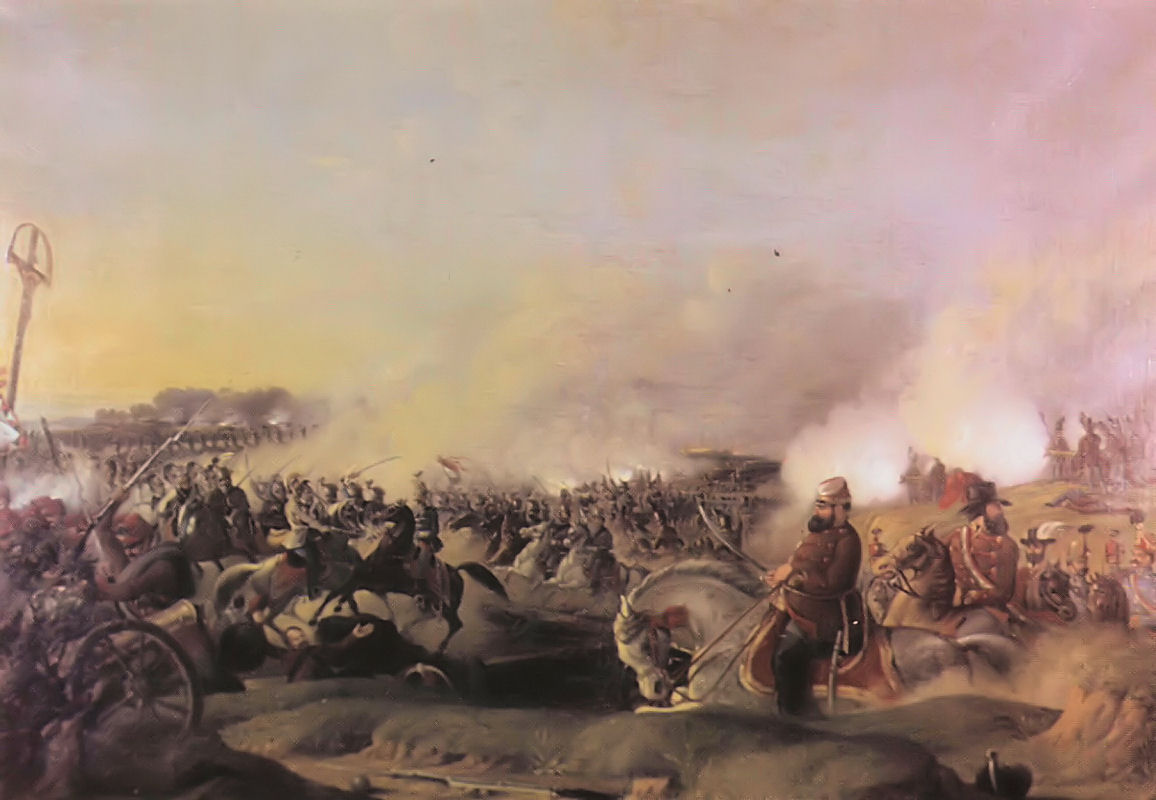
Medve Imre festménye az 1849-es csatáról (1851)

1156-ban „Surlou” néven említették először. 1293-ban az esztergomi érsekség birtoka volt. 1311-ben az érsekség megmaradt falvaival együtt Csák Máténak adózott. 1326-ban Nagy- és Kissalló a nyitrai káptalan birtokainak szomszédságában szerepelnek. Az 1397-es vizitáció 15. század második feléből származó változatában Nagh Sarlo alakban szerepel.
1508-tól mezőváros. 1561-ben a török a környék falvaival együtt felégette. 1593-ban 196 adózó portája volt. Az esztergomi érsekség birtokán 1597-ben végeztek kárfelmérést. 1662-től vásártartási joggal rendelkező mezőváros. 1664-ben a török adólajstrom szerint 264 háztartásában 411 fejadófizető lakott. Lakosai főként mezőgazdaságból éltek. 1684 őszén Czobor Ádám regimentjét kvártélyozták be, majd Thököly hada (Ottlyk György) és török fegyveresek szálltak itt meg decemberben.
1715-ben 75, 1720-ban 80 adózó háztartása volt. Egy 1746-os feljegyzés szerint 15 kézműves és 6 kereskedő működött a településen. A 18. században Aranyosmarót mellett a vármegye legjelentősebb vásáros helye volt. 1770-ben 1017-en lakták, 1786-ban 232 házában 252 család élt és 1241 lakossal rendelkezett.
1848-ig az esztergomi érsekség nagysallói uradalma vérhatalmi joggal rendelkezett.
1849. április 19-én itt verte meg Damjanich a Nyitra vonalát védő Ludwig von Wohlgemuth altábornagy csapatait.
Fényes Elek szerint „Nagy-Salló (Velke Sarluhi), magyar mezőváros Bars vgyében, Lévától délre 2 1/2 mfdnyire, 646 kath., 16 evang., 981 ref. lak. Kath. és ref. anyaszentegyházak. Róna és dombos határja mindennek bővölködik: van tágas legelője, jó rétje, földje, erdeje, sat. Lakosai szép csikókat szoktak nevelni; az itteni baromvásár hires. F. u. az esztergomi érsek. Nevezetes azon ütközetről, melly itt történt a csász. és magy. seregek közt 1849. apr. 19-kén, mellynek következtében a császáriak visszavonultak.”
1922-ig Bars vármegye Lévai járásához tartozott. 1938 és 1945 között ismét Magyarország része.
A falu magyar lakosságának többségét – főleg a reformátusságot –, 1945–1948 között kitelepítették Magyarországra, illetve „rabszolgamunkára” deportálták a Szudétavidékre.
Termelőszövetkezete 1965-ben az Év Szövetkezete címet nyerte el. Nyolcvan gyermekes magyar alapiskolájában 2006-ban 16 végzős volt, de már csak négyen iratkoztak be az első osztályba.

## Népessége
| Év:            | 1994. | 2004.   | 2014.   | 2024.   |
| -------------- | ----- | ------- | ------- | ------- |
| Emberek száma: | 2868  | 2937    | 2860    | 2825    |
| Eltérés:       |       | +2,40 % | -2,62 % | -1,22 % |

| Év:            | 2023. | 2024.   |
| -------------- | ----- | ------- |
| Emberek száma: | 2810  | 2825    |
| Eltérés:       |       | +0,53 % |

1880-ban 2256 lakosából 2112 magyar és 40 szlovák anyanyelvű volt.
Hölvény 358 lakosából 357 magyar anyanyelvű volt.
Kissalló 640 lakosából 606 magyar és 13 szlovák anyanyelvű volt.
1890-ben 2515 lakosából 2454 magyar és 35 szlovák anyanyelvű volt.
Hölvény 396 lakosából 382 magyar és 11 szlovák anyanyelvű volt.
Kissalló 705 lakosából 670 magyar és 20 szlovák anyanyelvű volt.
1900-ban 2590 lakosából 2524 magyar és 29 szlovák anyanyelvű volt.
Hölvény 412 lakosából 401 magyar és 11 szlovák anyanyelvű volt.
Kissalló 682 lakosából 668 magyar és 8 szlovák anyanyelvű volt.
1910-ben 2588 lakosából 2525 magyar és 27 szlovák anyanyelvű volt.
Hölvény 394 lakosából 394 magyar anyanyelvű volt.
Kissalló 604 lakosából 589 magyar és 12 szlovák anyanyelvű volt.
1921-ben 2691 lakosából 2490 magyar és 96 csehszlovák volt.
Hölvény 376 lakosából 368 magyar volt.
Kissalló 651 lakosából 546 magyar és 12 csehszlovák volt.
1930-ban 2853 lakosából 2301 magyar és 309 csehszlovák volt.
Hölvény 368 lakosából 361 magyar és 4 csehszlovák volt.
Kissalló 732 lakosából 435 magyar és 130 csehszlovák volt.
1941-ben 2785 lakosából 2689 magyar és 28 szlovák volt.
Hölvény 396 lakosából 394 magyar és 2 szlovák volt.
Kissalló 700 lakosából 675 magyar és 22 szlovák volt.
1991-ben 2909 lakosából 1288 magyar és 1570 szlovák volt.
2001-ben 2926 lakosából 1771 szlovák és 1035 magyar.
2011-ben 2907 lakosából 1915 szlovák és 841 magyar.
2021-ben 2843 lakosából 1944 szlovák, 656 magyar, 9 cigány, 32 egyéb és 202 ismeretlen nemzetiségű.

## Nevezetességei
- A nagysallói csata 1876-ban emelt emlékműve a község parkjában.
- A nagysallói csatában elesett honvéd hősök síremléke a református temetőben. A homokkőből faragott, 1910-ben emelt sírkő alatti tömegsír mintegy 700 katona végső nyughelye.
- A falu minden évben, a Szent István napja utáni első vasárnapon tartja a hagyományos búcsút.[16] Az 1740-ben barokk stílusban épült, római katolikus templomukat Szent Istvánnak szentelték. Főoltára 18. századi.
- A Szentháromság-oszlop 1755-ben készült barokk alkotás.
- A református templom 1784-ben épült, tornya 1886-ban készült.
- A kissallói kastély a 17. században épült reneszánsz stílusban, 1927-ben neoklasszicista stílusban átépítették.

## Képek

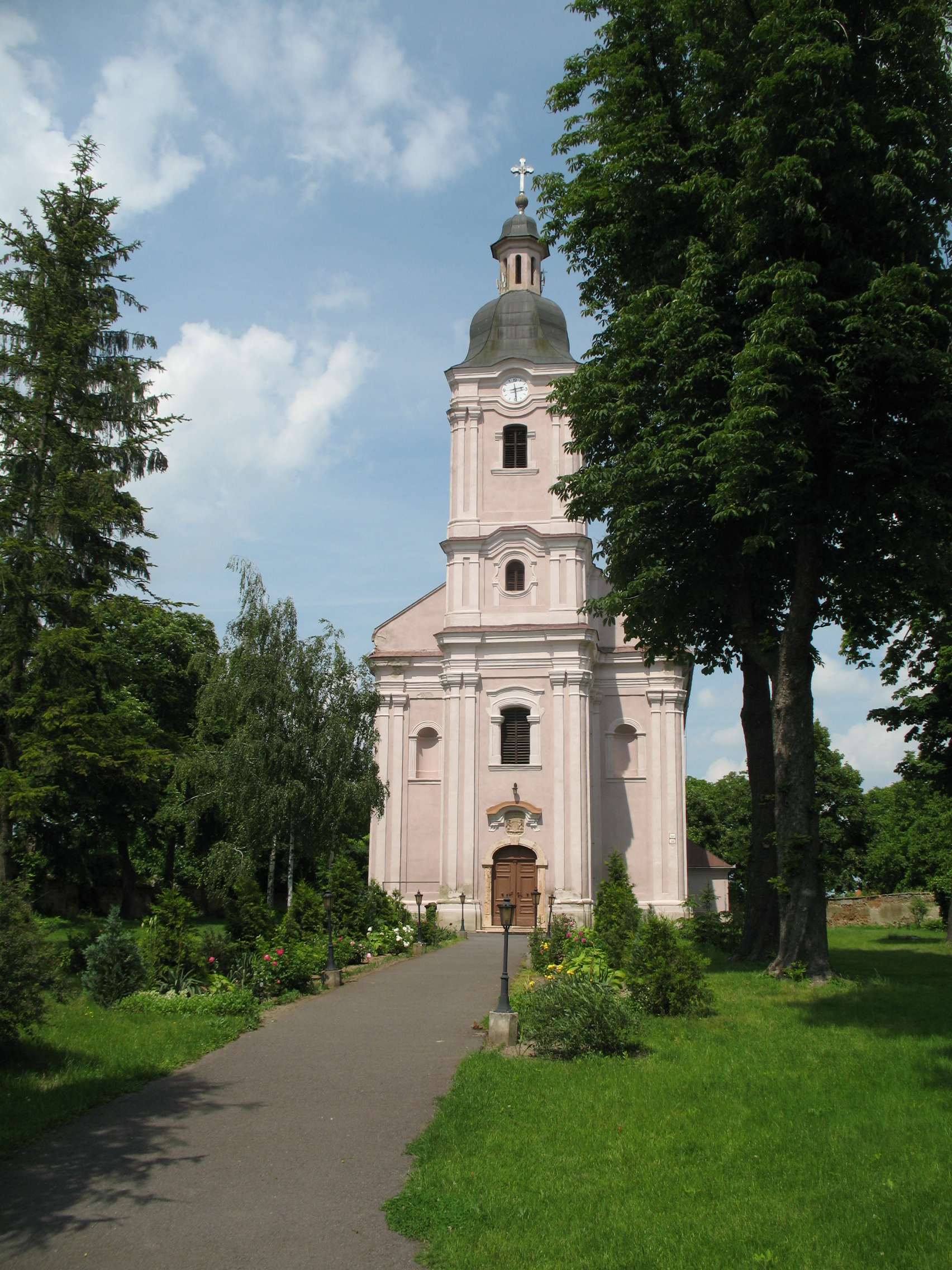
Római katolikus templom 1740-ből
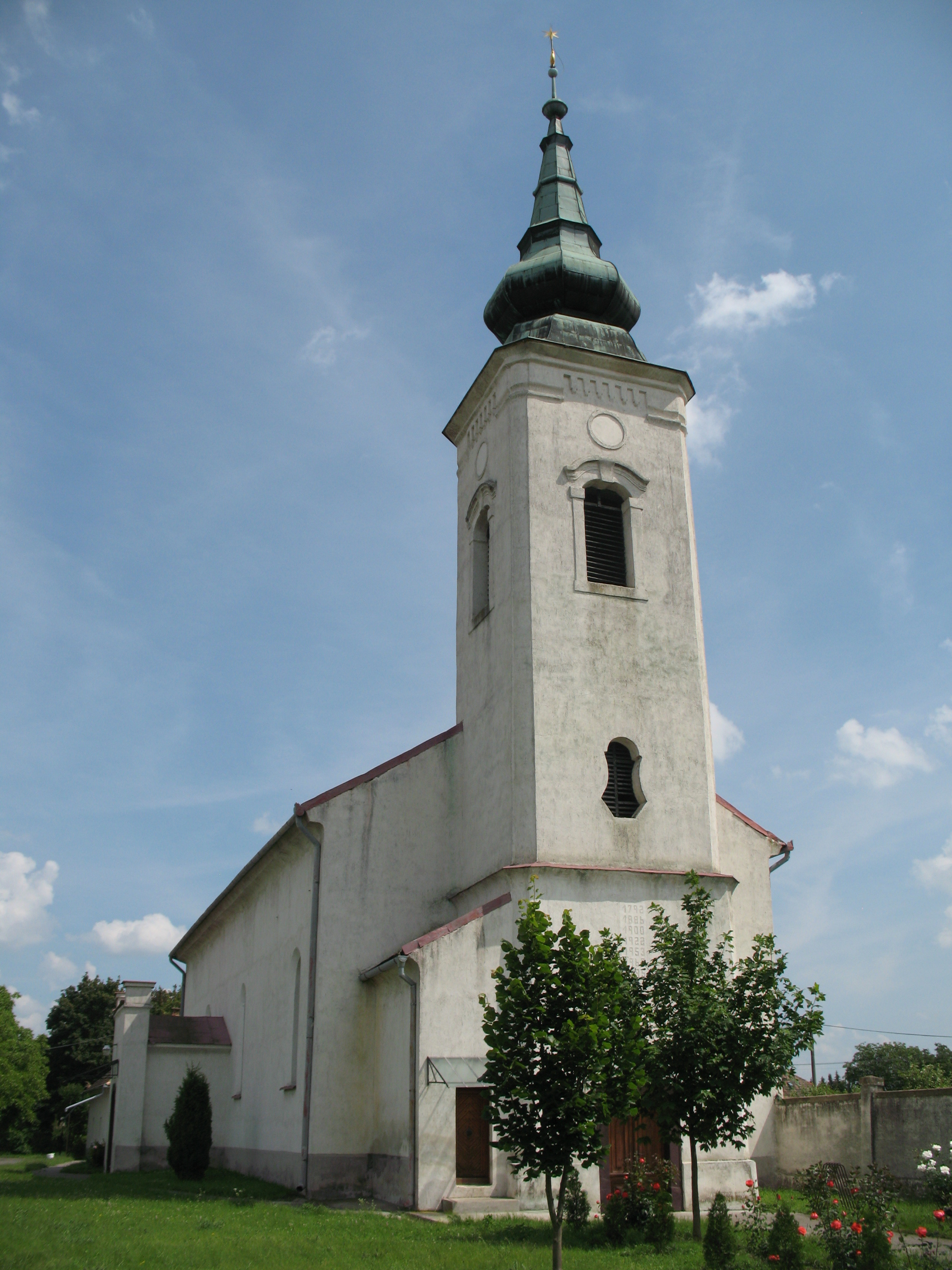
Református templom 1784-ből
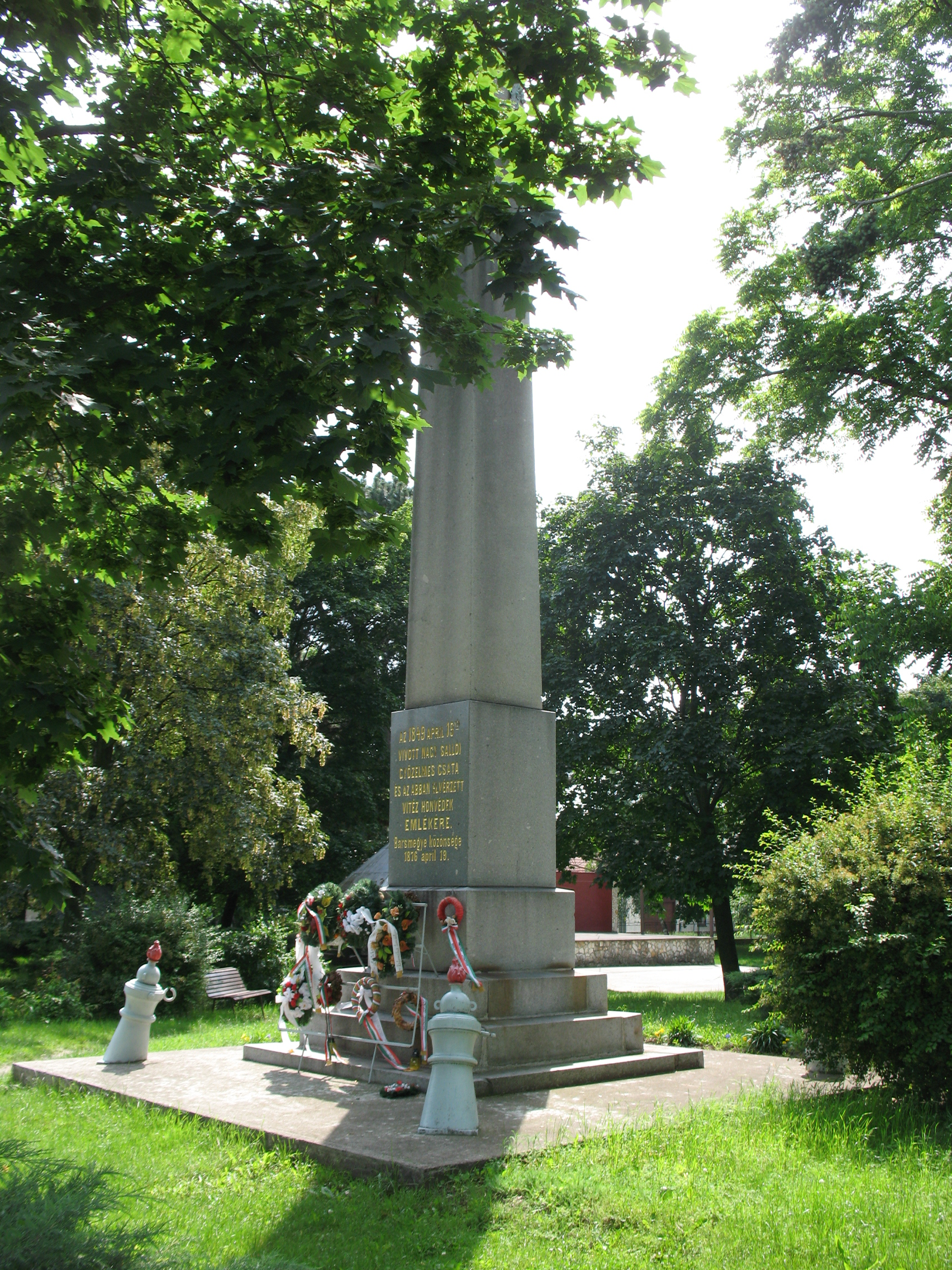
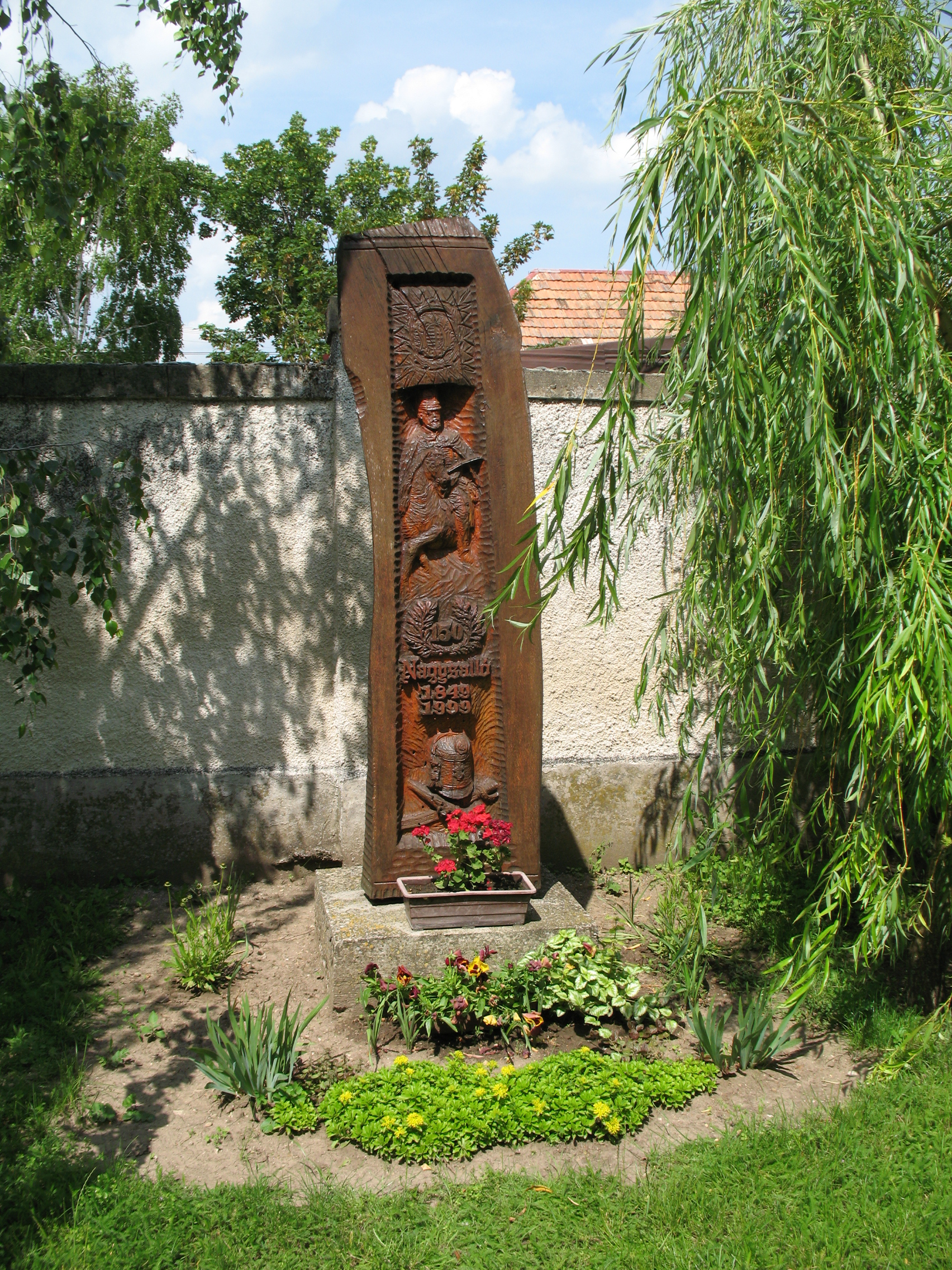
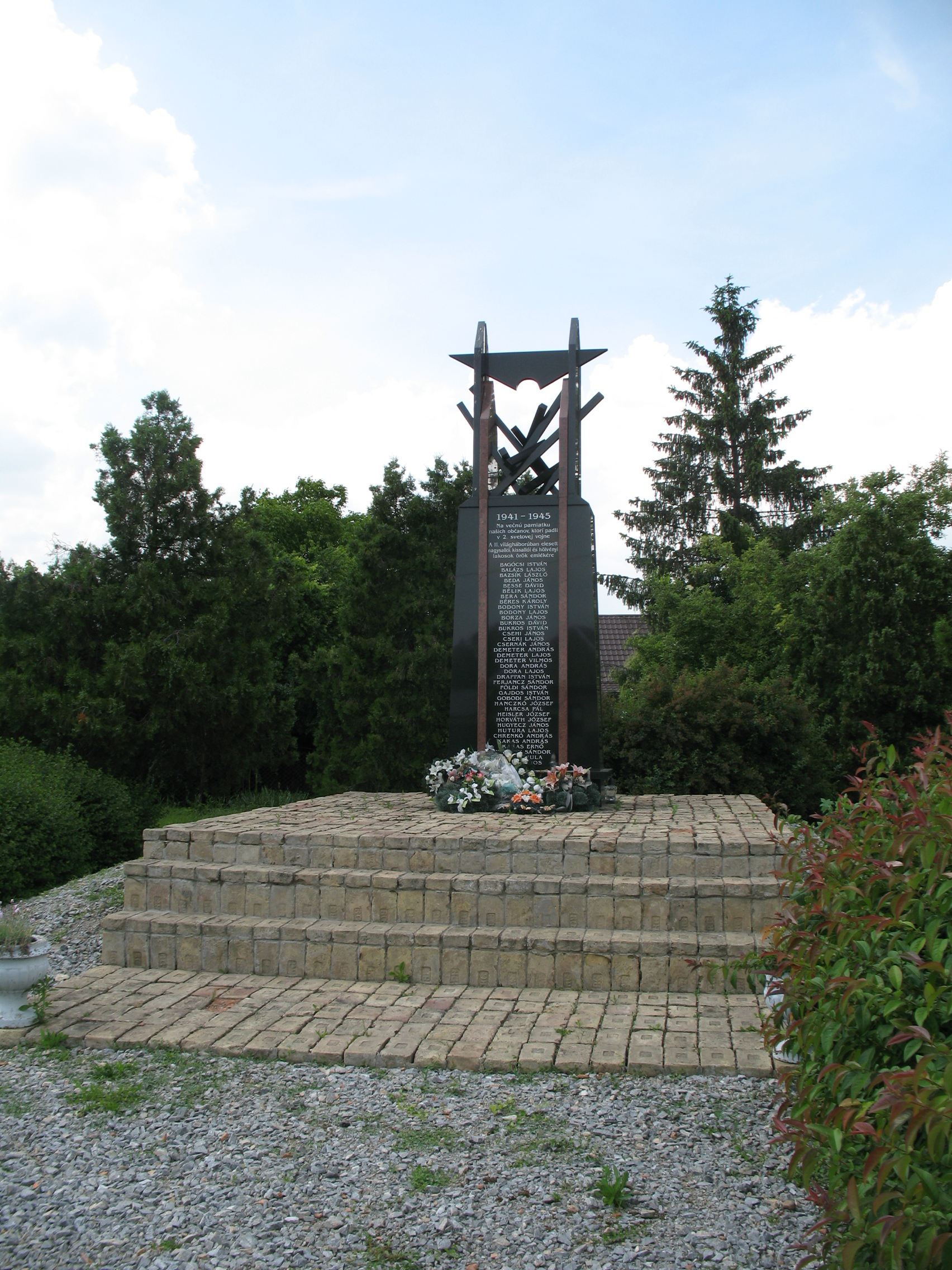
II. világháborús emlékmű
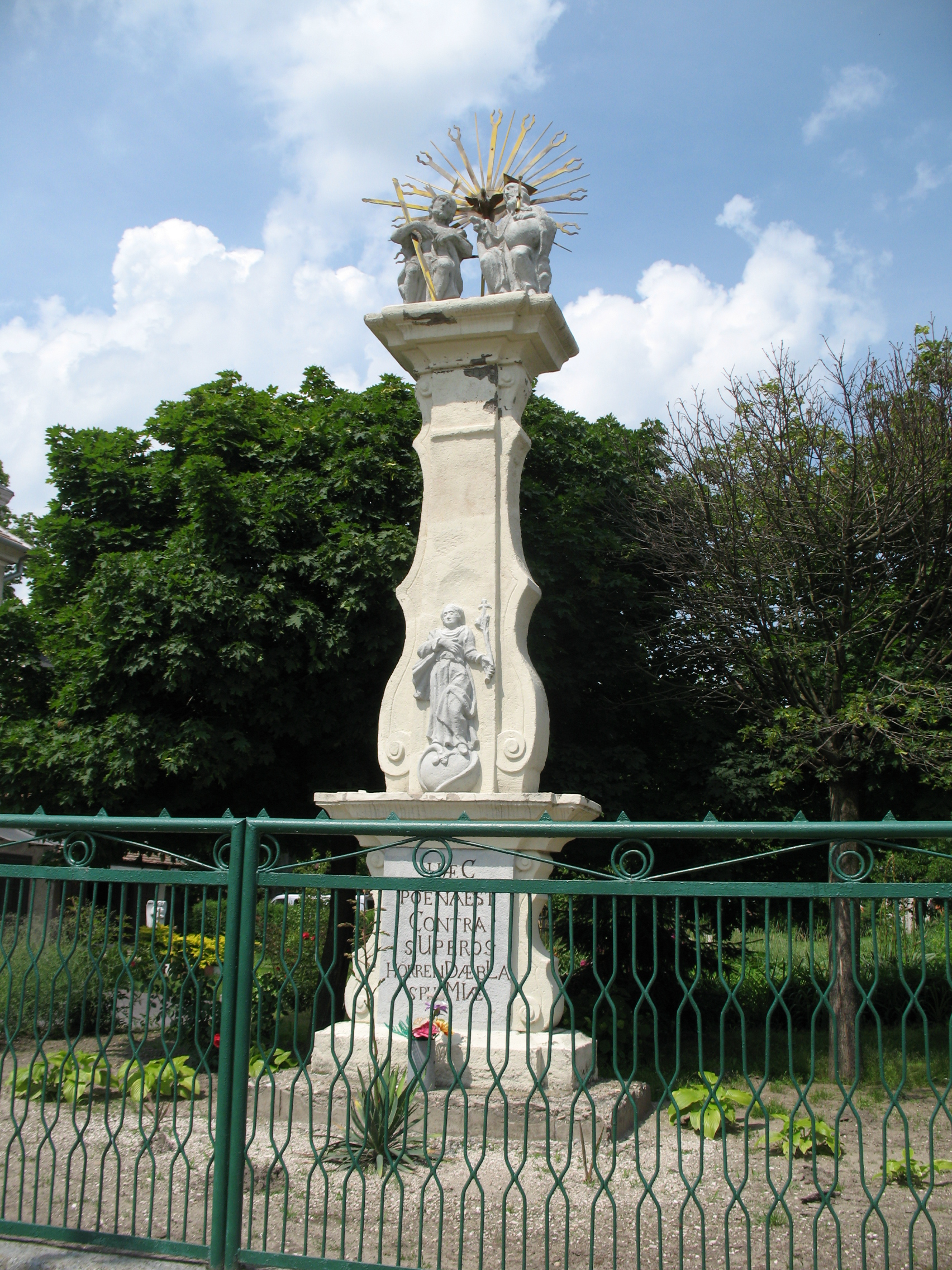
Szentháromság-szobor
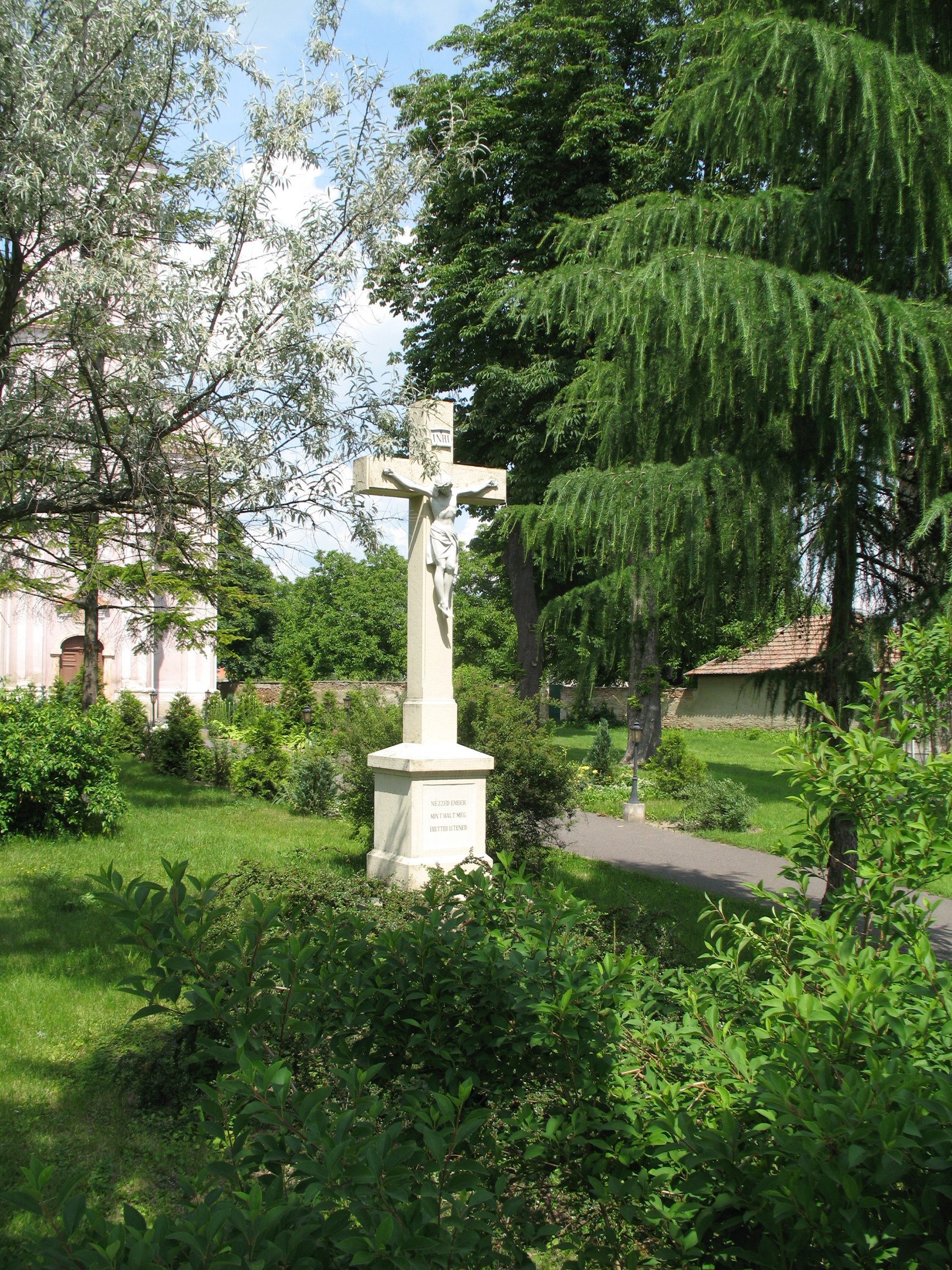
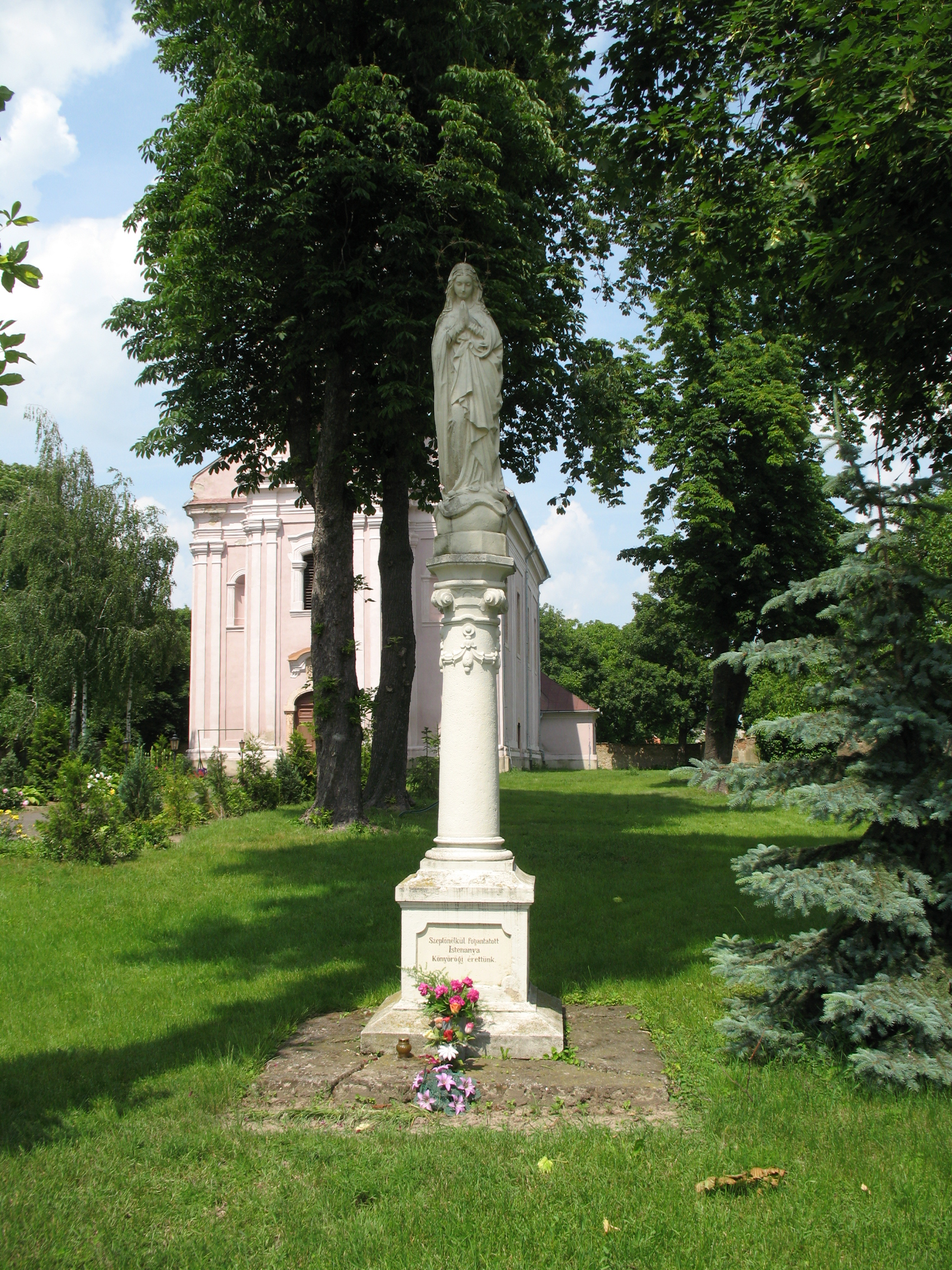
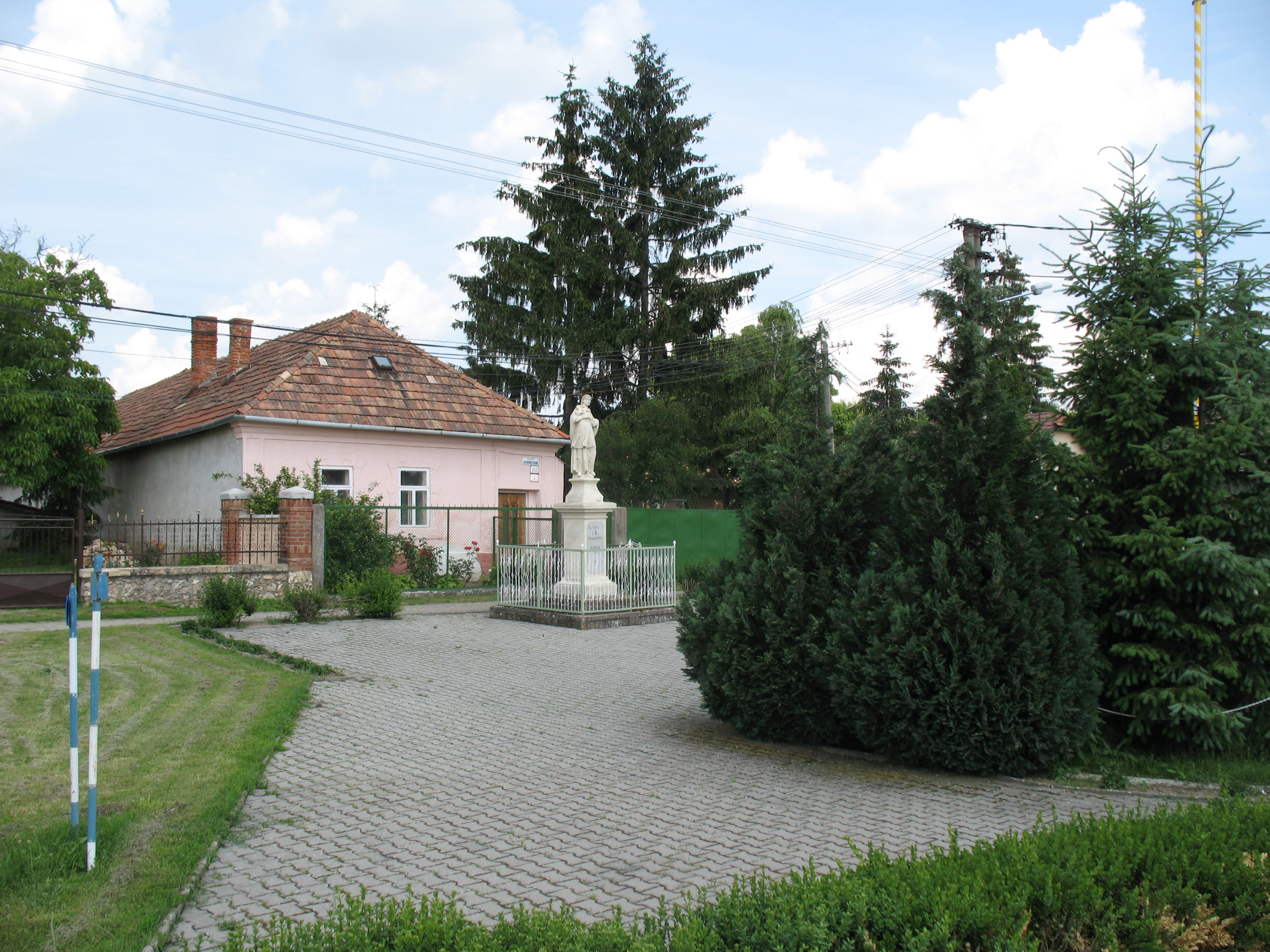
Nepomuki Szent János szobra
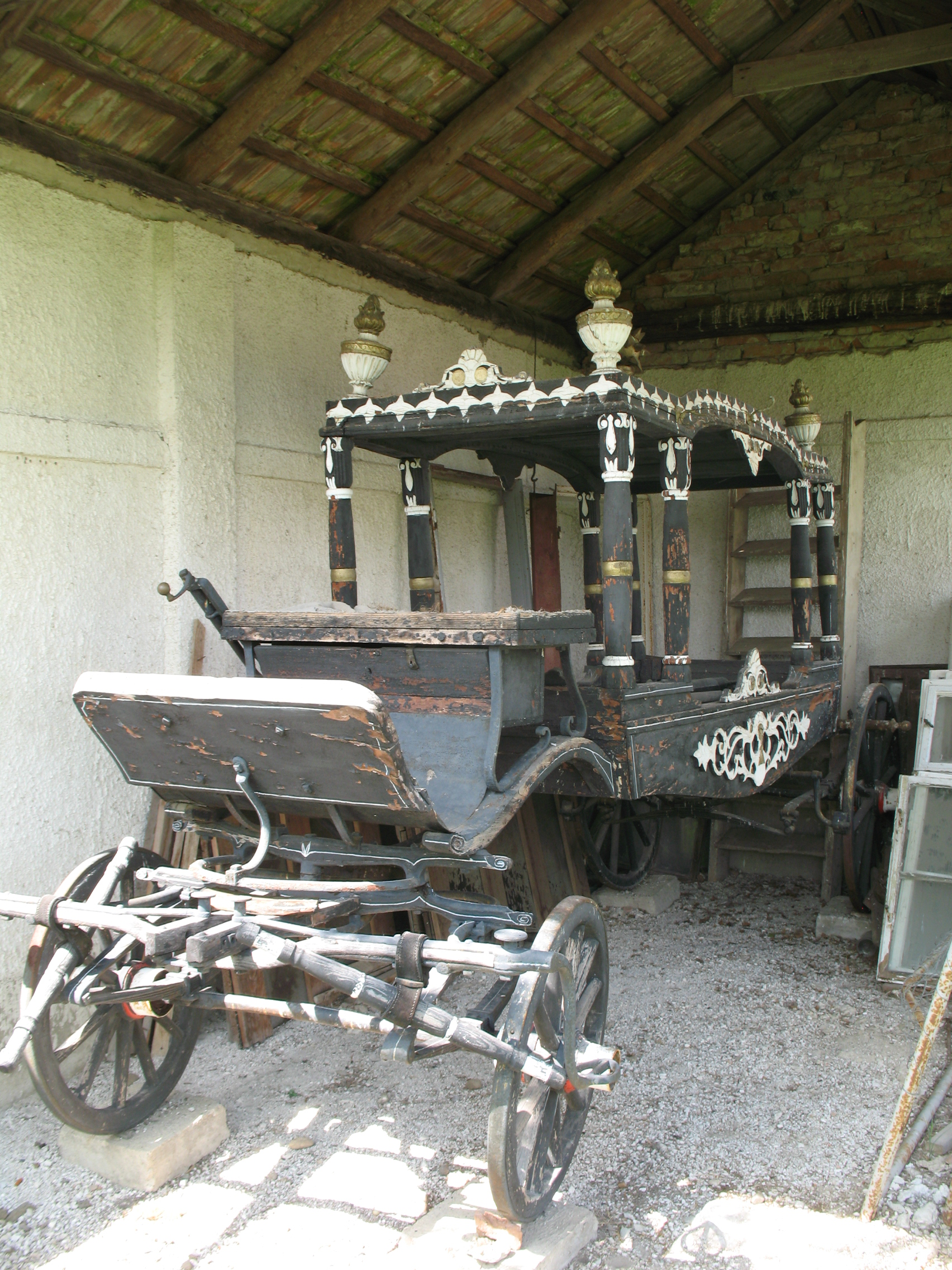
Halottaskocsi

## Neves személyek
- A faluból több személy már a középkorban a Bécsi Egyetemen tanult.[17]
- Kissallón született 1720-ban Bajzáth József veszprémi püspök.
- Itt született 1800 körül Pityó József cigány hegedűművész, prímás, 48-as honvéd.
- Itt született 1895. március 20-án Dudich Endre zoológus professzor, a Baradla-barlang állatvilágának kutatója.
- Itt született 1895. szeptember 28-án Móczi András szakszervezeti vezető, diplomata, a francia ellenállási mozgalom résztvevője.[18]
- Itt született 1909. június 16-án Czeglédy Sándor debreceni teológiaprofesszor.
- Itt hunyt el 1835-ben Deáky Gedeon református lelkész.
- Itt hunyt el 1880-ban Nagy János református esperes-lelkész.
- Itt hunyt el 1893. június 1-jén Salgó János római katolikus alesperes-plébános, műfordító.
- Itt hunyt el 1916-ban Varga József római katolikus plébános.
- Itt szolgált Jeszenszky János (?-1786) katolikus pap.[19]
- Itt szolgált Fejér-Pataky Gábor (?–1808) katolikus pap.
- Itt szolgált Szabó Ferenc (1784–1861) római katolikus plébános, táblabíró.
- Itt szolgált Ott Ádám (1843-1920) plébános, egyházjogi doktor.
- Itt szolgált Gyárfás István Tihamér (1863-1916) pap, tanár, művészettörténész.
- Itt szolgált Czigány Imre (1917-1985) plébános, meghurcolt magyar pap.
- Itt dolgozott Prokopp János (1825-1894) Esztergom város és megye mérnöke, érseki uradalmi mérnök.
- Innen származott Mattyasovszky Kasszián Kázmér gimnáziumi tanár.

## Testvérvárosok
- Bátaszék, Magyarország
- Kondoros, Magyarország